# Гарет (Вашингтон)
Гарет (енгл. Garrett) насељено је место без административног статуса у америчкој савезној држави Вашингтон.

## Демографија
По попису из 2010. године број становника је 1.419, што је 397 (38,8%) становника више него 2000. године.
| Група             | 2000.       | 2010.         |
| Белци             | 939 (91,9%) | 1.225 (86,3%) |
| Афроамериканци    | 0 (0,0%)    | 16 (1,1%)     |
| Азијати           | 12 (1,2%)   | 12 (0,8%)     |
| Хиспаноамериканци | 55 (5,4%)   | 145 (10,2%)   |
| Укупно            | 1.022       | 1.419         |